# Ременов
Ременов (укр. Ременів) — село в Жовтанецкой сельской общине Львовского района Львовской области Украины.
Население по переписи 2001 года составляло 1370 человек. Занимает площадь 19,16 км². Почтовый индекс — 80460. Телефонный код — 3254.